# I Care 4 U
I Care 4 U – kompilacyjny album amerykańskiej piosenkarki R&B Aaliyah, który w sklepach muzycznych pojawił się 10 grudnia 2002 roku. Płytę wydano po śmierci artystki, która zginęła w katastrofie lotniczej 25 sierpnia 2001 roku. Prócz przebojów Aaliyah, na albumie pojawiły się nowe utwory − m.in. "Miss You" i "Don't Know What to Tell Ya".
Album zadebiutował na trzeciej pozycji listy The Billboard 200, rozchodząc się już w pierwszym tygodniu sprzedaży w liczbie dwustu siedemdziesięciu dziewięciu tysięcy egzemplarzy. W grudniu 2009 r. krążek uzyskał status platynowej płyty za certyfikatem organizacji Recording Industry Association of America (RIAA).

## Twórcy
- Aaliyah − wokal

### Produkcja albumu
- Producenci wykonawczy: Jazze Pha, Timbaland, Kevin Hicks, Senator Jimmy D, Budda, Eric Seats, Rapture, R. Kelly, Ted Bishop
- Inżynierzy: Peter Mokran, Senator Jimmy D, Acar S. Key
- Mikserzy: Peter Mokran, Timbaland, Mr. Lee, R. Kelly, Jimmy Douglass, Acar S. Key
- Fotograficy: Albert Watson, David LaChapelle, Jonathan Mannion

## Lista utworów
1. "Back & Forth" (R. Kelly) – 3:51
2. "Are You That Somebody?" (featuring Timbaland) (Tim "Timbaland" Mosley, Steve "Static" Garrett) – 4:30
3. "One In a Million" (Missy Elliott, Tim "Timbaland" Mosley) – 4:30
4. "I Care 4 U" (Missy Elliott, Tim "Timbaland" Mosley) – 4:33
5. "More than a Woman" (Steve "Static" Garrett, Tim "Timbaland" Mosley) – 3:49
6. "Don't Know What to Tell Ya" (Salah El Sharnobi, Omar Batiesha, Tim Mosley, Steve "Static" Garrett) – 5:01
7. "Try Again" (featuring Timbaland) (Tim Mosley, Steve "Static" Garrett) – 4:44
8. "All I Need" (Teddy Bishop, Johnta Austin) – 3:08
9. "Miss You" (Johnta Austin, Teddy Bishop, Ginuwine) – 4:05
10. "Don't Worry" (Johnta Austin) – 3:52
11. "Come Over" (featuring Tank) (Bryan-Michael Cox, Jazze Pha, Kevin Hicks) – 3:55
12. "Erica Kane" (Stephen Garrett, Eric L. Seats, Rapture D. Stewart) – 4:38
13. "At Your Best (You Are Love)" (R. Kelly, Ronald Isley, Marvin Isley, O’Kelly Isley, Ernie Isley, Chris Jasper) – 4:52
14. "Got to Give It Up" (Remix) – 3:58
15. "If Your Girl Only Knew" (featuring Timbaland & Missy Elliott) (Missy Elliott, Tim "Timbaland" Mosley) [utwór bonusowy] – 4:50
16. "We Need a Resolution" (featuring Timbaland) (Steve "Static" Garrett, Tim "Timbaland" Mosley) [utwór bonusowy] – 4:02
17. "Rock the Boat" (Rapture Stewart, Eric Seats, Steve "Static" Garrett) [utwór bonusowy] – 4:35

## Pozycje na listach przebojów
| Notowanie (2002)                  | Najwyższa pozycja |
| --------------------------------- | ----------------- |
| Australia ARIA Albums Chart       | 43                |
| Austrian Albums Chart             | 16                |
| Dutch Albums Chart                | 10                |
| Finnish Albums Chart              | 15                |
| French Albums Chart               | 4                 |
| German Albums Chart               | 2                 |
| New Zealand Albums Chart          | 10                |
| Polish Album Chart                | 27                |
| Swedish Albums Chart              | 37                |
| Swiss Albums Chart                | 3                 |
| UK Albums Chart                   | 4                 |
| U.S. Billboard 200                | 3                 |
| U.S. Billboard R&B/Hip-Hop Albums | 1                 |